# Удав гладкогубий
Гладкогубий удав (Epicrates) — рід неотруйних змій з родини Удавові. Має 14 видів.

## Опис
Загальна довжина представників цього роду коливається від 2 до 5 м. Голова масивна, розширена у потиличній області. Характерною відмінністю цього роду порівняно з іншими південноамериканськими удавами є наявність великих, правильної форми щитків на верхній стороні голови: між і перед очима, в той час як в інших голова вкрита дрібними лусочками. Верхньогубні щитки великі, але без ямок органів термолокаціі, характерних для більшості удавових. За це гладкогубі удави й отримали свою назву. Луска на спинній стороні тулуба наділена характерним райдужним відливом. Забарвлення дуже різноманітне — від неяскравої однотонно-коричневого до помітного помаранчево-червоною з плямистим малюнком.

## Спосіб життя
Полюбляють дощові ліси, кам'янисті місцини, гірські рідколісся. Всі види ведуть деревний спосіб життя. Активні вночі. Харчуються птахами та ссавцями. Серед останніх жертвами нерідко стають кажани.
Це яйцекладні та яйцеживородні змії.
Тривалість життя: від 8 до 30 років.

## Розповсюдження
Мешкають у Південній та Центральній Америці, на островах Карибського басейну. Багато видів поширені дуже локально, на одному або кількох островах.

## Види
- Epicrates alvarezi
- Epicrates angulifer
- Epicrates assisi
- Epicrates cenchria
- Epicrates chrysogaster
- Epicrates crassus
- Epicrates exsul
- Epicrates fordi
- Epicrates gracilis
- Epicrates inornatus
- Epicrates maurus
- Epicrates monensis
- Epicrates striatus
- Epicrates subflavus